# Leonard C. Sanford

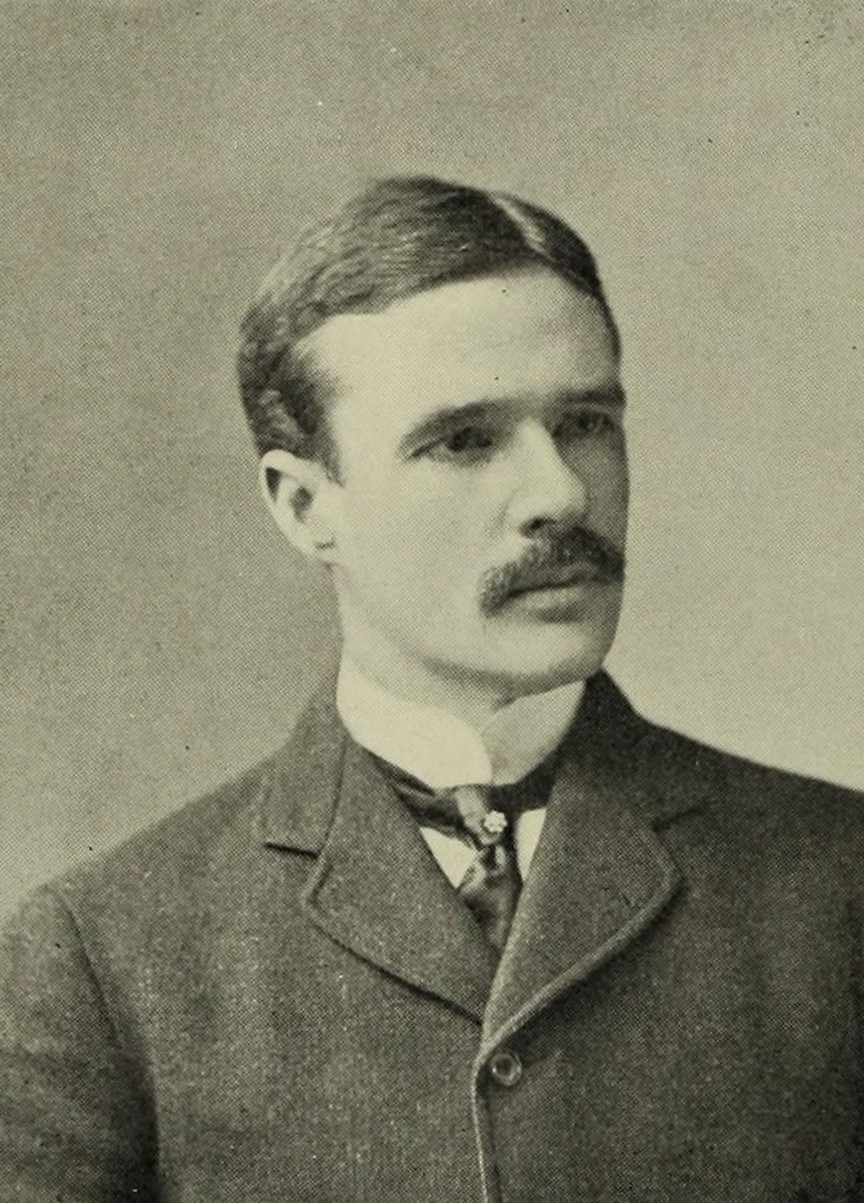
Leonard C. Sanford

Leonard Cutler Sanford (* 19. September 1868 in New Haven, Connecticut; † 7. Dezember 1950 in Stuart, Martin County, Florida) war ein US-amerikanischer Ornithologe und Chirurg.

## Leben
Sanford war der Sohn von Leonard Jacob Sanford, Professor für Anatomie und Physiologie an der Yale University. Nach der Absolvierung der Yale University arbeitete er als erfolgreicher Chirurg. Sein Interesse an der Ornithologie begann bereits in frühen Jahren. Er trug eine Sammlung von Bälgen nordamerikanischer Vögel zusammen, die heute im American Museum of Natural History aufbewahrt wird. 1902 wurde er Mitglied und ab 1919 lebenslanges Mitglied der American Ornithologists’ Union. Er war mehr als ein Hobbyforscher, weil sein Wissen über die Vögel der Welt in gewisser Weise außerordentlich umfangreich war. 1908 begleitete er Louis Agassiz Fuertes zu den Magdalenen-Inseln und zu den Rochers aux Oiseaux. Im Februar 1921 wurde er zum Treuhänder des American Museum of Natural History gewählt, eine Position, die er nahezu 30 Jahre innehatte. Bereits vor dieser Periode war Sanford sehr effektiv bei der Förderung großangelegter ornithologischer Aktivitäten. Sanford erwarb für das American Museum of Natural History zahlreiche Exemplare von ausgestorbenen Vögeln und von seltenen Vögeln und Gattungen. Er überzeugte Frederick F. Brewster aus Newhaven, Rollo Becks Südamerikaexpedition von 1912 bis 1917 zu finanzieren. Die wissenschaftlichen Erkenntnisse über die südamerikanische Avifauna wurden zum Teil im Jahr 1936 von Robert Cushman Murphy in seinem Werk Oceanic Birds of South America veröffentlicht. Durch Sanfords Einfluss ließ der Philanthrop Harry Payne Whitney (1872–1930) dem Museum eine hohe Geldsumme zukommen, die zum Bau des Whitney Memorial Flügels verwendet wurde, in dem die Vogelabteilung des American Museum of Natural History untergebracht ist. Ferner initiierte Sanford in den 1920er Jahren die Whitney South Seas Expedition unter der Leitung von Rollo Beck, die Payne finanziell unterstützte und die als eine der aufwendigsten und umfangreichsten ornithologischen Expeditionen gilt, die jemals durchgeführt wurden.
1932 erwarben Sanford und Gertrude Vanderbilt Whitney, die Witwe des 1930 verstorbenen Harry Payne Whitney, die gewaltige Vogelsammlung von Walter Rothschild, die aus rund 280.000 Exemplaren besteht, für das American Museum of Natural History. Ernst Mayr wurde mit der Kuration dieser Sammlung betraut.
Sanford war zweimal verheiratet, mit Sarah Tracy Whitney, die 1901 verstarb und ein weiteres Mal mit ihrer Schwester Henrietta Edwards Whitney.

## Dedikationsnamen
Nach Sanford sind mehrere Arten und Unterarten benannt, darunter der Salomonenseeadler (Haliaetus sanfordi), der Sanfordschnäpper (Cyornis sanfordi), der Nordkönigsalbatros (Diomedea sanfordi), der Sanfordlaubenvogel (Archboldia papuensis sanfordi), der Mexikanische Elfenkauz (Micrathene whitneyi sanfordi), Sanfords Braunbauchwaldhuscher (Crateroscelis robusta sanfordi) und der Sanford-Maki (Eulemur sanfordi). Die Brillenvogelart Woodfordia lacertosa hat den Trivialnamen Sanfordbrillenvogel.

## Schriften
- Leonard C. Sanford; Bishop, L.B.; & Van Dyke, T.S.: The Water-Fowl Family. In: American Sportsman’s Library. Macmillan, 1903.